# 道家忠道
道家 忠道（どうけ ただみち、1909年1月2日 - 1984年1月15日 ）は、日本のドイツ文学者、翻訳家。東京大学名誉教授。

## 略歴
東京市本郷区湯島生まれ。九州門司で育ち、中学校時代より東京で生活する。
1928年東京高等学校卒、1931年東京帝国大学独文科卒。
1933年山形高等学校教授、1941年静岡高等学校教授、
1947年東京高等学校教授、1950年東京大学教養学部助教授、1952年教授。1969年定年退官、名誉教授。
1971年京都工芸繊維大学講師、1973年関西大学教授。1979年、退職。

## 著書
- 『若きヴェルテルの悩み』（京華社） 1948
- 『ファウストとゲーテ』（郁文堂） 1979.10
- 『アンナ・ゼーガースの文学世界』（共著、三修社） 1982.1

## 翻訳
- 『白百合を紅い薔薇に 寓詩物語』（ケラー、岩波文庫） 1939
- 『生の哲学』（ゲオルク・ジンメル、筑摩書房） 1943
- 『パリだより』上（ルートヴィヒ・ベルネ、日本評論社、世界古典文庫） 1949
- 『ドイツ文学小史』（ジェルジ・ルカーチ、小場瀬卓三共訳、岩波現代叢書） 1951
- 『文化と知識人』（グローテヴォール、三一書房） 1955
- 『ドイツ - 歴史の反省』（アーブシュ、成瀬治共訳、筑摩書房） 1955
- 『文学と現実 新しいドイツ文学史のために』（アーブシュ、新村浩共訳、未来社） 1955
- 『炎の文字 空飛ぶ円盤』上（フリードリヒ・ヴォルフ、白水社） 1955
- 『アテネの歌声（新ギリシャ抵抗小説集）』（新日本出版社、世界革命文学選） 1966
- 「ともだち」（ハインリヒ・マン、学生社、『ドイツ名作短篇集』所収） 1966
- 『ファウスト - その源流と発展』（訳編、朝日出版社） 1974
- 「ノヴェレ」（ゲーテ 、新日本出版社、『世界短篇名作選 ドイツ編』所収） 1977

### アンナ・ゼーガース
- 『死者はいつまでも若い』（アンナ・ゼーガース、共訳、白水社） 1953
- 『決断』（アンナ・ゼーガース、北通文, 新村浩共訳、三一新書） 1960
- 『聖バルバラの漁民一揆』（アンナ・ゼーガース、集英社、世界文学全集21） 1965
- 『決闘』（アンナ・ゼーガース、三修社、『現代ドイツ短篇集 - ドイツ民主共和国の作家たち』所収） 1980